# Selección femenina de fútbol sub-17 de Honduras
La selección nacional femenina de fútbol sub-17 de Honduras es el equipo nacional femenino de fútbol sub-17 de Honduras y está supervisada por la Federación Nacional Autónoma de Fútbol de Honduras. El equipo puede participar en los diferentes torneos femeninos de la UNCAF y la CONCACAF  así como en la Copa Mundial Femenina de Fútbol Sub-17, aunque hasta el momento no ha podido clasificarse.

## Participaciones
La selección femenina U17 de fútbol de Honduras ha tenido algunos logros significativos a lo largo de su historia, especialmente en el ámbito regional:
Clasificaciones a Torneos de la CONCACAF: La selección ha participado en varios torneos de la Confederación de Norteamérica, Centroamérica y el Caribe de Fútbol Asociación (CONCACAF), obteniendo experiencias valiosas y compitiendo contra otros equipos de la región.
Participación en el Campeonato Sub-17 Femenino de la CONCACAF: A lo largo de los años, Honduras ha competido en este torneo, lo que les ha permitido enfrentar a selecciones más fuertes y ganar visibilidad en el fútbol femenino.
Desarrollo de Talento: Aunque no se han logrado clasificaciones para Copas del Mundo Sub-17, la selección ha sido un semillero para el desarrollo de jugadoras que luego han tenido oportunidades en selecciones mayores y ligas profesionales.
Mejoras en el Rendimiento: Con el tiempo, el equipo ha ido mejorando en su desempeño y ha demostrado un compromiso por alcanzar mejores resultados en cada competición.
Estos logros son un reflejo del crecimiento del fútbol femenino en Honduras y la dedicación de las jugadoras y el cuerpo técnico. La participación continua en torneos es crucial para seguir elevando el nivel de competencia y visibilidad del fútbol femenino en el país.
El calendario
de participaciones en las Clasificatorias Femeninas Sub-17 de Concacaf 2025están llegando a su fin, en esta clasificación lo realiza en el Grupo B, en el cual obtuvo el primer lugar. La competencia se regirá por su propio reglamento.
Finalmente logró una clasificación histórica al Premundial tras vencer 1-0 a Trinidad y Tobago en el Estadio Ato Boldon de Trinidad.
| Copa Mundial Femenina de Fútbol Sub-17 | Copa Mundial Femenina de Fútbol Sub-17 | Copa Mundial Femenina de Fútbol Sub-17 | Copa Mundial Femenina de Fútbol Sub-17 |
| Año                                    |                                        |                                        | Finalizar                              |
| -------------------------------------- | -------------------------------------- | -------------------------------------- | -------------------------------------- |
| 2008 ↓ 2014                            | No participó                           | No participó                           | No participó                           |
| 2016 ↓ 2024                            | No clasificó                           | No clasificó                           | No clasificó                           |
| 2025                                   | Por determinar                         | Por determinar                         | Por determinar                         |
| Campeonato Femenino Sub-17 de CONCACAF |                                        |                                        |                                        |
| 2008 ↓ 2013                            | No participó                           | No participó                           | No participó                           |
| 2016                                   | 1–0–1                                  | 9:6                                    | Torneo clasificatorio                  |
| 2018                                   | 0–0–3                                  | 0:10                                   | Torneo clasificatorio                  |
| 2022                                   | 3-0-1                                  | 26:4                                   | Octavos de final                       |
| 2024                                   | 1–1–1                                  | 7:3                                    | Torneo clasificatorio                  |